# 303 aC
El 303 aC va ser un any del calendari romà prejulià. A la República i a l'Imperi Romà es coneixia com l'Any del Consolat de Lèntul i Aventinensis (o també any 451 ab urbe condita). La denominació «303 aC» per a aquest any s'ha emprat des de l'edat mitjana, quan el calendari Anno Domini va ser el mètode prevalent a Europa per a anomenar els anys.

## Esdeveniments

### Antiga Grècia. ElsDiàdocs
- Seleuc I Nicàtor estén el seu regne per tota Pèrsia arribant per l'est fins a l'Índia, però el seu avanç acaba detingut per Chandragupta Maurya, el fundador de l'Imperi Màuria de l'Índia. En un pacte conclòs pels dos monarques, Seleuc està d'acord amb les concessions territorials a canvi de 500 elefants preparats per a la guerra.[2]
- Seleuc I refunda la ciutat d'Osroene, al nord de Mesopotàmia com una colònia militar on hi barreja colons grecs amb població oriental. L'anomena Edessa en memòria de l'antiga capital de Macedònia.[3]
- Cassandre i Lisímac de Tràcia convencen Seleuc i Ptolemeu I de fer una unió per intentar vèncer Antígon Monoftalm.[4]
- Demetri Poliorceta ocupa Corint, Sició i Argos al Peloponès, i Acaia, Elis i gairebé tota Arcàdia es situa al seu costat.[5]

### Antiga Roma
- Aquest any són elegits cònsols Servi Corneli Lèntul i Luci Genuci Aventinensis.[6]
- És un període de pau, perquè la Segona Guerra Samnita s'havia acabat l'any anterior. Es funden les colònies de Sora al país dels volscs i Alba al país dels eqües. Els cònsols castiguen la ciutat de Frusino, després d'una investigació, i li prenen un terç del territori per haver donat suport a la revolta dels hèrnics l'any anterior.[7]
- Els ciutadans de Tarentum busquen l'ajuda dels espartans. Un exèrcit mercenari dirigit per Cleònim, oncle del rei d'Esparta arriba a la ciutat. Els lucans i els messapis demanen la pau.[8]

## Necrològiques
- Polipercont, general macedoni, que governava alguna ciutat del Peloponnès i cooperava amb Cassandre i Prepelau contra Demetri Poliorceta.[7]